# Laboratoria
Laboratoria — латиноамериканская некоммерческая организация, деятельность которой направлена на обучение молодых женщин с низким доходом программистами и экспертами в области веб-разработки с целью содействия их трудоустройству в цифровом секторе. Основанная в 2014 году в Лиме (Перу), в настоящее время она реализует программы в Лиме, Арекипе, Сантьяго, Мехико, Гвадалахаре и Сан-Паулу.

## История
Laboratoria была основана Марианой Коста Чека, Германом Марином и Родульфо Прието в 2014 году, вдохновившись такими инициативами, как Black Girls Code и Girls Who Code. Ее деятельность началась с пилотной программы обучения для 15 женщин, которая быстро расширилась до 130 выпускников и 300 новых кандидатов к концу 2015 года. Слушатели проходят интенсивный шестимесячный курс по наиболее часто используемым языкам программирования и цифровым платформам, таким как HTML5, CSS3 и JavaScript.
Источники финансирования организации включают пожертвования от Google, Telefónica и Национального совета по науке, технологиям и технологическим инновациям Перу. Кроме того, выпускники программы, которые устраиваются на работу в качестве разработчиков, вносят определенный процент от своей заработной платы в течение первых двух лет обучения.
Laboratoria начала небольшие учебные программы в Чили и Мексике в июне 2017 года. Филиал в Сан-Паулу был открыт в феврале 2018 года.
По состоянию на 2020 год более 1000 женщин закончили программу.

## Награды и признание
Laboratoria стала лауреатом Премии Кунана в области социального предпринимательства в 2014 году.
В 2015 году испанское издание MIT Technology Review включило Мариану Коста Чека в свой список инноваторов Перу в возрасте до 35 лет за ее участие в проекте.
В феврале 2016 года Laboratoria подписала соглашение с Межамериканским банком развития о расширении масштабов проекта в течение следующих трех лет и улучшении интеграции женщин в цифровой сектор Латинской Америки в сфере образования и на рабочих местах за счет взноса в размере более 900 тыс. долларов США от Multilateral Investment Fund. В апреле того же года организация получила RISE Award от Google for Education за инклюзивную работу в технологическом секторе.
В 2018 году Laboratoria была приглашена для участия во Всемирном экономическом форуме по инициативе UpLink.